# Lo Chia-ling
Lo Chia-ling (羅嘉翎S, Luó JiālíngP; 8 ottobre 2001) è una taekwondoka taiwanese, vincitrice del bronzo nella categoria 57 chilogrammi ai Giochi olimpici di Tokyo 2020.

## Palmarès
- Giochi olimpici

Tokyo 2020: bronzo nei 57 kg.